# 武相寅年薬師霊場
武相寅年薬師霊場 (ぶそうとらどしやくしれいじょう) は、主に神奈川県横浜市、東京都町田市にまたがる地域の薬師如来巡礼の霊場である。
御開帳霊場であり、寅年の4月から5月ごろに御開帳される。
各霊場の薬師如来は秘仏となっており、御開帳の期間以外直接参拝することは出来ない。

## 霊場一覧
| 札番  | 山・院・寺号               | 宗派           | 住所                                                     | 備考                                                     |
| 1番   | 久保山 医王院 舊城寺       | 高野山真言宗   | 神奈川県横浜市緑区三保町2038                             | 榎下城本丸跡地 霊場会会長                                |
| 2番   | 大悟山 弘聖寺              | 曹洞宗         | 神奈川県横浜市緑区台村町549                              | 神奈川県横浜市緑区台村町549                              |
| 3番   | 補陀洛山 龍光院 観護寺     | 高野山真言宗   | 神奈川県横浜市緑区小山町677                              | 旧小机領33観音                                           |
| 4番   | 光照山 西蓮院 萬蔵寺       | 高野山真言宗   | 神奈川県横浜市緑区上山2丁目15                            | 神奈川県横浜市緑区上山2丁目15                            |
| 5番   | 般若山 広福院 大蔵寺       | 曹洞宗         | 神奈川県横浜市緑区中山3丁目29-1                          | 神奈川県横浜市緑区中山3丁目29-1                          |
| 6番   | 高猿山 宝塔院              | 高野山真言宗   | 神奈川県横浜市緑区白山2丁目35 旧小机領33観音             | 神奈川県横浜市緑区白山2丁目35 旧小机領33観音             |
| 7番   | 鴨居山 明王院 林光寺       | 高野山真言宗   | 神奈川県横浜市緑区鴨居2丁目4                             | 関東88霊場、鐘楼門薬師堂                                 |
| 8番   | 仏法山 般若院 東漸寺       | 高野山真言宗   | 神奈川県横浜市都筑区佐江戸町2240                         | 関東88霊場、武相28不動 文殊菩薩霊場                      |
| 9番   | 帰命山 無量寺              | 高野山真言宗   | 神奈川県横浜市都筑区佐江戸町2021 元青砥薬師堂本尊        | 神奈川県横浜市都筑区佐江戸町2021 元青砥薬師堂本尊        |
| 10番  | 医王山 瑞雲寺              | 臨済宗円覚寺派 | 神奈川県横浜市都筑区川和町1593                           | 都筑橘樹25地蔵                                           |
| 11番  | 放光山 宗泉寺              | 曹洞宗         | 神奈川県横浜市緑区北八朔町1180                           | 神奈川県横浜市緑区北八朔町1180                           |
| 12番  | 白玉山 土峯院 朝光寺       | 曹洞宗         | 神奈川県横浜市青葉区市ヶ尾町1050                         | 神奈川県横浜市青葉区市ヶ尾町1050                         |
| 13番  | 興栄山 信乗院 萬福寺       | 高野山真言宗   | 神奈川県横浜市青葉区田奈町15                             | 神奈川県横浜市青葉区田奈町15                             |
| 14番  | 天龍山 福昌寺              | 曹洞宗         | 神奈川県横浜市青葉区恩田町1021                           | 武相卯歳48観音                                           |
| 15番  | 瑠璃山 医王寺 恩田薬師堂   | 高野山真言宗   | 神奈川県横浜市青葉区恩田町2169 徳恩寺(恩田町1892）の管理 | 神奈川県横浜市青葉区恩田町2169 徳恩寺(恩田町1892）の管理 |
| 16番  | 長谷山 東光寺              | 曹洞宗         | 東京都町田市小野路町2896                                 | 多摩長谷平和観音                                         |
| 17番  | 大蔵山 安全寺              | 曹洞宗         | 東京都町田市大蔵町1859                                   | 東京都町田市大蔵町1859                                   |
| 18番  | 普光山 福王寺 野津田薬師堂 | 高野山真言宗   | 東京都町田市野津田町3424                                 | 薬師池公園、華厳院（野津田町608）の管理                  |
| 19番  | 龍沢山 祥雲寺              | 曹洞宗         | 東京都町田市高ヶ坂7丁目15                                | 武相卯歳48観音                                           |
| 20番  | 瑠璃光山 常楽寺            | 曹洞宗         | 東京都町田市南町田1丁目36                                | 東京都町田市南町田1丁目36                                |
| 21番  | 鶴間山 東照院 観音寺       | 高野山真言宗   | 神奈川県大和市下鶴間2240                                 | 武相卯歳48観音                                           |
| 22番  | 河上山 福寿院              | 高野山真言宗   | 東京都町田市つくし野3丁目3                               | 旧小机領33観音                                           |
| 23番  | 薬王山 医王院 福泉寺       | 高野山真言宗   | 神奈川県横浜市緑区長津田町3113                           | 関東88霊場、関東91薬師                                   |
| 24番  | 瑞照山 慈眼院 東観寺       | 高野山真言宗   | 神奈川県横浜市緑区東本郷1丁目21 旧小机領33観音           | 神奈川県横浜市緑区東本郷1丁目21 旧小机領33観音           |
| 25番  | 八幡山 宝袋寺              | 曹洞宗         | 神奈川県横浜市緑区十日市場町895                          | 神奈川県横浜市緑区十日市場町895                          |
| 旧9番 | 川和薬師堂                 |                | （神奈川県横浜市都筑区川和町81）                         | 廃堂                                                     |